# اومبلامپوکو
اومبلامپوکو (Ombella-M'Poko) یکی از استان‌های ۱۶ گانه کشور آفریقای مرکزی می‌باشد که در بخش جنوب غربی این کشور واقع شده‌است.
مرکز این استان شهر بیمبو می‌باشد